# Сравнение файловых систем
Данная таблица сравнивает основные и технические особенности для списка файловых систем. Смотрите отдельные статьи о каждой файловой системе для получения дополнительной информации.

## Основная информация
| Файловая система                | Создатель                                  | Дата представления | Родная ОС или платформа |
| ------------------------------- | ------------------------------------------ | ------------------ | ----------------------- |
| DECtape                         | DEC                                        | 1964               | PDP-6 Monitor           |
| Level-D                         | DEC                                        | 1968               | TOPS-10                 |
| George 2                        | ICT (later ICL)                            | 1968               | George 2                |
| RT-11                           | DEC                                        | 1970               | RT-11                   |
| V6FS                            | Bell Labs                                  | 1972               | Version 6 Unix          |
| V7FS                            | Bell Labs                                  | 1979               | Version 7 Unix          |
| Disk Operating System (GEC DOS) | GEC                                        | 1973               | Core Operating System   |
| CP/M file system                | Gary Kildall                               | 1974               | CP/M                    |
| GEC DOS extended                | GEC                                        | 1977               | OS4000                  |
| FAT12                           | Microsoft                                  | 1980               | Microsoft Disk BASIC    |
| FAT16                           | Microsoft                                  | 1983               | MS-DOS 2.0              |
| MFS                             | Apple                                      | 1984               | Mac OS                  |
| HFS                             | Apple                                      | 1985               | Mac OS                  |
| OFS                             | Metacomco для Commodore                    | 1985               | Amiga OS                |
| FAT32                           | Microsoft                                  | 1996               | Windows 95              |
| HPFS                            | IBM & Microsoft                            | 1988               | OS/2                    |
| NTFS                            | Microsoft, Gary Kimura, Tom Miller         | 1993               | Windows NT              |
| HFS+                            | Apple                                      | 1998               | Mac OS                  |
| FFS                             | Kirk McKusick                              | 1983               | 4.2BSD                  |
| Amiga FFS                       | Commodore                                  | 1987               | Amiga OS 1.3            |
| SFS                             | John Hendrikx                              | 1998               | Amiga OS                |
| PFS (AFS)                       | Michiel Pelt для Fourth Level Developments | 1995               | Amiga OS                |
| PFS2                            | GREat Effects Development                  | 1998               | Amiga OS                |
| PFS3                            | GREat Effects Development                  | 1999               | Amiga OS                |
| UFS1                            | Kirk McKusick                              | 1994               | 4.4BSD                  |
| UFS2                            | Kirk McKusick                              | 2002               | FreeBSD 5.0             |
| NILFS                           | NTT                                        | 2005               | Linux                   |
| LFS                             | Margo Seltzer                              | 1993               | Berkeley Sprite         |
| ext2                            | Rémy Card                                  | 1993               | Linux                   |
| ext3                            | Stephen Tweedie                            | 1999               | Linux                   |
| ext4                            | Andrew Morton                              | 2006               | Linux                   |
| ReiserFS                        | Namesys                                    | 2001               | Linux                   |
| Reiser4                         | Namesys                                    | 2004               | Linux                   |
| XFS                             | SGI                                        | 1994               | IRIX                    |
| JFS                             | IBM                                        | 1990               | AIX                     |
| JFS2                            | IBM                                        | 1999               | OS/2 WSeB               |
| Be File System                  | Be Inc., D. Giampaolo, C. Meurillon        | 1996               | BeOS                    |
| AdvFS                           | DEC                                        | 1993               | Digital Unix            |
| NSS                             | Novell                                     | 1998               | NetWare 5               |
| NWFS                            | Novell                                     | 1985               | NetWare 286             |
| ODS-2                           | DEC                                        | 1979               | OpenVMS                 |
| ODS-5                           | DEC                                        | 2003               | OpenVMS 8.0             |
| UDF                             | ISO/ECMA/OSTA                              | 1995               | -                       |
| VxFS                            | VERITAS                                    | 1991               | SVR4.0                  |
| Fossil                          | Bell Labs                                  | 2003               | Plan9 4                 |
| ZFS                             | Sun Microsystems                           | 2004               | Solaris                 |
| btrfs                           | Oracle Corporation                         | 2007               | Linux                   |
| exFAT                           | Microsoft                                  | 2008               | Windows Vista SP1+      |
| ReFS                            | Microsoft                                  | 2012               | Windows Server 2012+    |
| APFS                            | Apple                                      | 2016               | macOS, iOS              |
| Файловая система                | Создатель                                  | Дата представления | Родная ОС или платформа |

Примечания
1. ↑  Metacomco выпустила так называемую «evolution» версию оригинальной файловой системы Amiga, реализованной первой Amiga Corporation (бывшая Hi-Toro) в 1982-83/85. По правде говоря, Metacomco сделала кашу из ранних ФС, убивших её простую и легкую структуру. Сперва OFS называлась просто Amiga File System. Название изменили с появлением «новой» Fast File System, созданной в 1987 для той же платформы.
2. ↑  Microsoft впервые представила FAT32 в Windows 95 OSR2 (OEM Service Release 2) и впоследствии в Windows 98.
3. ↑  IBM представила JFS с начальным релизом AIX версии 3.1 в 1990 году. Эта файловая система сейчас называется JFS1. Новая JFS (сейчас называемая JFS2), базирующаяся на Linux‐портах, была впервые применена в OS/2 Warp Server for e-Business в 1999 году.

## Ограничения
|                | Максимальная длина имён файлов   | Допустимые символы в названиях                                                                   | Максимальная длина пути файла                                                            | Максимальный размер файла | Максимальный размер тома |
| -------------- | -------------------------------- | ------------------------------------------------------------------------------------------------ | ---------------------------------------------------------------------------------------- | ------------------------- | ------------------------ |
| RT-11          | 6+3 символа в коде RADIX50       | A—Z, 0—9, $, ., %, пробел                                                                        | 14 символов                                                                              | 32 МиБ (65536 × 512)      | 32 МиБ                   |
| V6FS           | 14 байт                          | Любые символы, кроме NUL и /                                                                     | Нет установленных ограничений                                                            | 8 МиБ                     | 2 ТиБ                    |
| V7FS           | 14 байт                          | Любые символы, кроме NUL и /                                                                     | Нет установленных ограничений                                                            | 1 ГиБ                     | 2 ТиБ                    |
| FAT12          | 8+3 символов (255 байт для VFAT) | Любые символы ANSI (Unicode для VFAT), кроме NUL                                                 | Нет установленных ограничений                                                            | 32 МиБ                    | 1 МиБ — 32 МиБ           |
| FAT16          | 8+3 символов (255 байт для VFAT) | Любые символы ANSI (Unicode для VFAT), кроме NUL,                                                | Нет установленных ограничений                                                            | 2 ГиБ                     | 16 МиБ — 2 ГиБ           |
| MFS            | 30 байт                          | Любые символы, кроме NUL и :                                                                     | Нет установленных ограничений                                                            | ?                         | ?                        |
| HFS            | 30 байт                          | Любые символы, кроме NUL и :                                                                     | Нет установленных ограничений                                                            | ?                         | ?                        |
| FAT32          | 255 байт                         | Любые символы Юникода, кроме NUL                                                                 | Нет установленных ограничений                                                            | 4 ГиБ                     | 2ТиБ — 8 ТиБ             |
| HPFS           | 255 байт                         | Любые символы, кроме NUL                                                                         | Нет установленных ограничений                                                            | 4 ГиБ                     | 2 ТиБ                    |
| NTFS           | 255 символов                     | Любые символы Юникода, кроме «NUL» и / для POSIX или «NUL», /, \, ", *, ?, <, >, \|, : для Win32 | 32767 символов Юникода; каждая компонента пути (каталог или имя файла) — до 255 символов | 16 ЭиБ                    | 16 ЭиБ                   |
| HFS+           | 255 символов                     | Любые символы Юникода, кроме NUL                                                                 | ?                                                                                        | 8 ЭиБ                     | 8 ЭиБ                    |
| FFS            | 255 байт                         | Любые символы, кроме NUL                                                                         | Нет установленных ограничений                                                            | 4 ГиБ                     | 256 ТиБ                  |
| Amiga FFS      | 30 байт                          | Любые символы, кроме NUL, / и :                                                                  | Нет установленных ограничений                                                            | 2 ГиБ                     | 4 ГиБ                    |
| SFS            | 107 байт                         | Любые символы, кроме NUL, / и :                                                                  | Нет установленных ограничений                                                            | 4 ГиБ                     | 128 ГиБ                  |
| PFS3           | 31-106 байт                      | Любые символы, кроме NUL, / и :                                                                  | Нет установленных ограничений                                                            | 108 ГиБ                   | 2 ТиБ                    |
| UFS1           | 255 байт                         | Любые символы, кроме NUL                                                                         | Нет установленных ограничений                                                            | 4 ГиБ — 256 ТиБ           | 256 ТиБ                  |
| UFS2           | 255 байт                         | Любые символы, кроме NUL                                                                         | Нет установленных ограничений                                                            | 512 ГиБ — 32 ПиБ          | 1 ЙиБ                    |
| ext2           | 255 байт                         | Любые символы, кроме NUL, /                                                                      | Нет установленных ограничений                                                            | 16 ГиБ — 2 ТиБ            | 2 ТиБ — 32 ТиБ           |
| ext3           | 255 байт                         | Любые символы, кроме NUL, /                                                                      | Нет установленных ограничений                                                            | 16 ГиБ — 2 ТиБ            | 2 ТиБ — 32 ТиБ           |
| ext4           | 255 байт                         | Любые символы, кроме NUL, /                                                                      | Нет установленных ограничений                                                            | 16 ГиБ — 16 ТиБ           | 1 ЭиБ                    |
| ReiserFS       | 4032 байт/255 символов           | Любые символы, кроме NUL, /                                                                      | Нет установленных ограничений                                                            | 8 ТиБ                     | 16 ТиБ                   |
| Reiser4        | ?                                | ?                                                                                                | Нет установленных ограничений                                                            | 8 ТиБ on x86              | ?                        |
| XFS            | 255 байт                         | Любые символы, кроме NUL                                                                         | Нет установленных ограничений                                                            | 9 ЭиБ                     | 9 ЭиБ                    |
| JFS            | 255 байт                         | Любые символы, кроме NUL                                                                         | Нет установленных ограничений                                                            | 8 ЭиБ                     | 512 ТиБ — 4 ПиБ          |
| JFS2           | 255 байт                         | Любые символы Юникода, кроме NUL                                                                 | Нет установленных ограничений                                                            | 4 ПиБ                     | 32 ПиБ                   |
| Be File System | 255 байт                         | Любые символы, кроме NUL                                                                         | Нет установленных ограничений                                                            | 12 КиБ — 260 ГиБ          | 256 ПиБ — 2 ЭиБ          |
| AdvFS          | 255 символов                     | Любые символы, кроме NUL                                                                         | Нет установленных ограничений                                                            | 16 ТиБ                    | 16 ТиБ                   |
| NSS            | 256 символов                     | Зависит от используемого пространства имён                                                       | Ограничивается только возможностями клиента                                              | 8 ТиБ                     | 8 ТиБ                    |
| NWFS           | 80 байт                          | Зависит от используемого пространства имён                                                       | Нет установленных ограничений                                                            | 4 ГиБ                     | 1 ТиБ                    |
| ODS-5          | 236 байт                         | ?                                                                                                | 4096 байт                                                                                | 1 ТиБ                     | 1 ТиБ                    |
| VxFS           | 255 байт                         | Любые символы, кроме NUL                                                                         | Нет установленных ограничений                                                            | 16 ЭиБ                    | ?                        |
| UDF            | 255 байт                         | Любые символы Юникода, кроме NUL                                                                 | 1023 байт                                                                                | 16 ЭиБ                    | ?                        |
| ZFS            | 255 байт                         | Любые символы Юникода, кроме NUL                                                                 | Нет установленных ограничений                                                            | 16 ЭиБ                    | 16 ЭиБ                   |
| Btrfs          | 255 байт                         | Любые символы Юникода, кроме NUL и /                                                             | Не менее 2¹⁷ байт                                                                        | 16 ЭиБ                    | 16 ЭиБ                   |
| exFAT          | Неизвестно                       | Любые символы Юникода, кроме NUL                                                                 | Нет установленных ограничений                                                            | 16 ЭиБ                    | 64 ЗиБ в теории 512 ТиБ  |
| ReFS           | 255 символов                     | Любые символы Юникода, кроме NUL                                                                 | 32767 символов Юникода                                                                   | 16 ЭиБ                    | 1 ЙиБ                    |
| APFS           | 255 символов                     | Любые символы, кроме NUL, :                                                                      | Неизвестно                                                                               | 8 ЭиБ                     | Неизвестно               |
|                | Максимальная длина имён файлов   | Допустимые символы в названиях                                                                   | Максимальная длина пути файла                                                            | Максимальный размер файла | Максимальный размер тома |

Примечания
1. 1 2  Это ограничения на структуры входа на-диске каталога непосредственно. Специфические устанавливаемые драйверы файловой системы могут установить собственные ограничения на названия (имена) каталога и файла, в частности и операционные системы могут также установить собственные ограничения, поперёк всех файловых систем. MS DOS, Microsoft Windows, и OS/2 отвергают символы \, /, :, ?, *, ", >, <, | и NUL в названии файлов и каталогов для всех файловых систем. Аналогично, версии операционной системы UNIX и Linux отвергают символы / и NUL.
2. 1 2 3 4 5  Для файловых систем с переменным размером единицы размещения (блока/кластера) приведён диапазон размеров, показывающий максимальные размеры тома для минимально и максимально возможного размера единицы размещения файловой системы (напр., 512 байт и 128 КиБ для FAT — таков диапазон размера кластера, позволяемый структурами данных на диске, хотя некоторые драйверы устанавливаемых файловых систем и операционные системы не поддерживают размеры кластеров, большие 32 КиБ).
3. 1 2 3 4 5 6 7 8 9 10  В Windows 95 появилась надстройка над FAT12 и FAT16, называемая VFAT. Она добавляет в указанные файловые системы поддержку длинных имён, до 255 символов и поддержку Unicode. При этом сама основная структура FAT12 и FAT16 не меняется, и может быть прочитана старыми версиями MS-DOS (с поддержкой только коротких имён формата 8.3). В FAT32 поддержка длинных имён имеется изначально. При запуске Windows 95 и Windows 98 в режиме MS-DOS поддержка длинных имён отсутствует, вне зависимости от применяемой файловой системы. В OS/2 длинные имена на FAT не поддерживаются (уточнить). Linux имеет чёткое разграничение на файловые системы FAT12/16 и VFAT. Если при монтировании раздела в Linux указан тип ФС «msdos», то будут поддерживаться только 8-разрядные имена формата 8.3 и не смогут содержать NUL (маркёр конца-каталога) или символ 229 (маркёр стёртого файла). Короткие имена также обычно не содержат символы нижнего регистра.
4. 1 2 3 4 5 6 7 8 9 10 11 12 13 14 15 16 17 18 19 20 21 22  В этих файловых системах элементы каталога с именами . и .. имеют особенное значение. Элементы с этими именами не запрещены, и на самом деле существуют как обычные элементы каталога в структурах данных на диске. Однако, эти элементы должны обязательно присутствовать в каталоге и иметь вышеуказанные значения. Эти элементы автоматически создаются в каждом создаваемом каталоге и каталоги без них считаются испорченными
5. 1 2 3 4 5 6 7 8 9 10 11 12 13 14 15 16 17 18 19 20 21 22 23 24 25 26 27 28  Структурам не свойственны ограничения в пределах диска. Специфические драйверы файловых систем и операционные системы могут наложить собственные ограничения. MS DOS не поддерживает пути к файлам длиннее 260 байт для FAT12 и FAT16. Аналогичное ограничение в Windows NT 32767 байт для файловой системы NTFS.
6. ↑  Действительный максимум был 8640 КиБ, с 7 singly-indirect блоками и 1 doubly-indirect блоком; Вариант PWB/UNIX 1.0 использовал 8 singly-indirect блоков, достигая максимума в 512 КиБ.
7. ↑  Действительный максимум был 1056837 КиБ, с 10 direct блоками, 1 singly-indirect блоком, 1 doubly-indirect блоком, и 1 triply-indirect блоком. Версии 4.0BSD и 4.1BSD, а также System V использовали 1024-байтные блоки вместо 512-байтных, с максимумом в 4311812608 байт или примерно 4 ГиБ.
8. ↑  Большой раздел FAT32, будучи созданным, может работать нормально, но некоторые программы не позволяют создавать раздел FAT32 более 32 ГиБ. К ним относится и программа установки Windows XP. Используется команда FDISK с диска восстановления Windows ME (Emergency Boot Disk), для обхода этого ограничения.
9. ↑  Это — предел структур «на-диске». Устанавливаемый драйвер Файловой системы HPFS для OS/2 использует высшие 5 битов номера сектора тома для его собственного использования, ограничивая размер тома до 64 ГиБ.
10. ↑  www.linux-ntfs.org — NTFS Documentation (single HTML file)
11. 1 2  Это ограничение дисковых структур. драйвер NTFS для Windows NT ограничивает размер поддерживаемого тома до 256 ТиБ, а размер файла — до 16 ТиБ соответственно.
12. ↑  HFS, устаревшая версия HFS+, поддерживает только 31‐символьные имена файлов; более старые приложения обычно не работают с именами такой длины.
13. ↑  HFS+ поддерживает использование escape-последовательностей, чтобы работать с Unicode. Пользователи старого программного обеспечения могут увидеть escape-последовательности вместо символов.
14. ↑  Однократно задаётся специальной программой setfnsize.
15. ↑  ReiserFS теоретически может иметь размер файлов в 1 ЭиБ, но «предел в 8 ТиБ появился на данный момент в результате применения 32‐битной архитектуры распределения страничного кэша» Архивная копия от 24 октября 2007 на Wayback Machine
16. 1 2  XFS имеет ограничение в Linux 2.4 на 64 ТиБ размер файлов и 2 ТиБ размер файловой системы. Этого ограничения нет в системе IRIX.
17. ↑  Сильно варьирует в зависимости от размера блока и фрагментации групп размещения блоков.
18. 1 2  NSS позволяет файлам иметь множественные названия, в отдельном именном пространстве.
19. ↑  Некоторые пространства имён имели меньшие ограничения по длине имени. В «LONG» был лимит в 80 байт, в «NTFS» 80 байт, в «NFS» 40 байт и в «DOS» подразумевались имена типа 8.3.
20. ↑  Максимальная общая длина имени файла/расширения составляет 236 байт; некоторые компоненты имеют собственную максимальную длину в 255 байт.
21. ↑  Максимальная длина имени пути — 4096 байтов, но предел на индивидуальных компонентах составляют в целом 1664 байта.
22. ↑  Это ограничение может быть снято в более новых версиях.
23. ↑  Значение вычислено на основании 64-разрядного количества секторов размером 4096 байт. Однако текущая спецификация exFAT 32-разрядная с наибольшим кластером в 25 бит, что даёт адресуемый объём около 128 ПиБ
24. ↑  Ранее заявлялось 32768 (2¹⁵) символов Building the next generation file system for Windows: ReFS | Building Windows 8 Архивная копия от 13 января 2018 на Wayback Machine

## Метаданные
|                | Владелец файла | Права файлов POSIX | Время создания файла | Время доступа/чтения | Время изменений метаданных | Время последней архивации | ACL        | Метки безопасности/MAC | Расширенные атрибуты/Fork (filesystem)\|Альтернативные потоки данных/вызовы | Контрольные суммы/ECC |
| -------------- | -------------- | ------------------ | -------------------- | -------------------- | -------------------------- | ------------------------- | ---------- | ---------------------- | --------------------------------------------------------------------------- | --------------------- |
| RT-11          | Нет            | Нет                | Нет                  | Да                   | Да                         | Нет                       | Нет        | Нет                    | Нет                                                                         | Нет                   |
| V6FS           | Да             | Да                 | Нет                  | Да                   | Да                         | Нет                       | Нет        | Нет                    | Нет                                                                         | Нет                   |
| V7FS           | Да             | Да                 | Нет                  | Да                   | Да                         | Нет                       | Нет        | Нет                    | Нет                                                                         | Нет                   |
| FAT12          | Нет            | Нет                | Да                   | Да                   | Нет                        | Нет                       | Нет        | Нет                    | Нет                                                                         | Нет                   |
| FAT16          | Нет            | Нет                | Да                   | Да                   | Нет                        | Нет                       | Нет        | Нет                    | Нет                                                                         | Нет                   |
| FAT32          | Нет            | Нет                | Да                   | Да                   | Нет                        | Нет                       | Нет        | Нет                    | Нет                                                                         | Нет                   |
| HPFS           | Да             | Нет                | Да                   | Да                   | Нет                        | Нет                       | Нет        | ?                      | Да                                                                          | Нет                   |
| NTFS           | Да             | Нет                | Да                   | Да                   | Да                         | Нет                       | Да         | ?                      | Да                                                                          | Нет                   |
| HFS+           | Да             | Да                 | Да                   | Да                   | Да                         | ?                         | Да         | ?                      | Да                                                                          | Нет                   |
| FFS            | Да             | Да                 | Нет                  | Да                   | Да                         | Нет                       | Нет        | Нет                    | Нет                                                                         | Нет                   |
| Amiga FFS      | Нет            | Нет                | Да                   | Нет                  | Да                         | Нет                       | Нет        | Нет                    | Да                                                                          | Нет                   |
| SFS            | Нет            | Нет                | Да                   | Нет                  | Да                         | Нет                       | Нет        | Нет                    | Да                                                                          | Нет                   |
| PFS3           | Нет            | Нет                | Да                   | Нет                  | Да                         | Нет                       | Нет        | Нет                    | Да                                                                          | Нет                   |
| UFS1           | Да             | Да                 | Нет                  | Да                   | Да                         | Нет                       | Да         | Да                     | Нет                                                                         | Нет                   |
| UFS2           | Да             | Да                 | Да                   | Да                   | Да                         | Нет                       | Да         | Да                     | Да                                                                          | Нет                   |
| LFS            | Да             | Да                 | Нет                  | Да                   | Да                         | Нет                       | Нет        | Нет                    | Нет                                                                         | Нет                   |
| ext2           | Да             | Да                 | Нет                  | Да                   | Да                         | Нет                       | Да         | Да                     | Да                                                                          | Нет                   |
| ext3           | Да             | Да                 | Нет                  | Да                   | Да                         | Нет                       | Да         | Да                     | Да                                                                          | Нет                   |
| ext4           | Да             | Да                 | Да                   | Да                   | Да                         | Нет                       | Да         | Да                     | Да                                                                          | Нет                   |
| ReiserFS       | Да             | Да                 | Нет                  | Да                   | Да                         | Нет                       | Да         | Да                     | Да                                                                          | Нет                   |
| Reiser4        | Да             | Да                 | Нет                  | Да                   | Да                         | Нет                       | Нет        | Нет                    | Нет                                                                         | Нет                   |
| XFS            | Да             | Да                 | Нет                  | Да                   | Да                         | Нет                       | Да         | Да                     | Да                                                                          | Нет                   |
| JFS            | Да             | Да                 | Да                   | Да                   | Да                         | Нет                       | Да         | Да                     | Да                                                                          | Нет                   |
| Be File System | Да             | Да                 | Да                   | Нет                  | Нет                        | Нет                       | Нет        | Нет                    | Да                                                                          | Нет                   |
| AdvFS          | Да             | Да                 | Нет                  | Да                   | Да                         | Нет                       | Да         | Нет                    | Да                                                                          | Нет                   |
| NSS            | Да             | Да                 | Да                   | Да                   | Да                         | Да                        | Да         | ?                      | Да                                                                          | Нет                   |
| NWFS           | Да             | ?                  | Да                   | Да                   | Да                         | Да                        | Да         | ?                      | Да                                                                          | Нет                   |
| ODS-5          | Да             | Да                 | Да                   | ?                    | ?                          | Да                        | Да         | ?                      | Да                                                                          | Нет                   |
| VxFS           | Да             | Да                 | Да                   | Да                   | Да                         | Нет                       | Да         | ?                      | Да                                                                          | Нет                   |
| UDF            | Да             | Да                 | Да                   | Да                   | Да                         | Нет                       | Да         | Нет                    | Да                                                                          | Нет                   |
| Fossil         | Да             | Да                 | Нет                  | Да                   | Да                         | Нет                       | Нет        | Нет                    | Нет                                                                         | Нет                   |
| ZFS            | Да             | Да                 | Да                   | Да                   | Да                         | Да                        | Да         | Да                     | Да                                                                          | Да                    |
| exFAT          | Нет            | Нет                | Неизвестно           | Неизвестно           | Неизвестно                 | Неизвестно                | Неизвестно | Неизвестно             | Неизвестно                                                                  | Частично              |
| Btrfs          | Да             | Да                 | Да                   | Да                   | Неизвестно                 | Неизвестно                | Да         | Неизвестно             | Да                                                                          | Да                    |
| APFS           | Неизвестно     | Неизвестно         | Неизвестно           | Неизвестно           | Неизвестно                 | Неизвестно                | Неизвестно | Неизвестно             | Неизвестно                                                                  | Частично              |
|                | Владелец файла | Права файлов POSIX | Время создания файла | Время доступа/чтения | Время изменений метаданных | Время последней архивации | ACL        | Метки безопасности/MAC | Расширенные атрибуты/Fork (filesystem)\|Альтернативные потоки данных/вызовы | Контрольные суммы/ECC |

Примечания
1. 1 2 3  Драйверы FAT12 и FAT16 в OS/2 и Windows NT поддерживают расширенные атрибуты (используя псевдофайл «EA DATA. SF», чтобы занять для них кластеры для них). Драйверы для других операционных систем их не поддерживают.
2. ↑  F-node содержит поле идентификатора пользователя. Это не используется нигде, кроме OS/2 Warp Server.
3. ↑  Списки контроля доступа NTFS могут описывать любой способ доступа в стиле POSIX, но использование POSIX-подобного интерфейса не поддерживаются без дополнения «Сервисов для UNIX» или Cygwin.
4. 1 2 3 4  Списки контроля доступа и Мак-метки наслоены наверху расширенных атрибутов.
5. ↑  Некоторые операционные системы осуществили расширенные атрибуты как слой по UFS1 с параллельным поддерживанием файлов (например, FreeBSD 4.x).
6. 1 2 3 4 5 6 7 8 9 10  Некоторые устанавливаемые драйверы файловой систем и операционные системы не могут поддержать расширенные атрибуты, списки контроля доступа или защищённые метки на этих файловых системах. Ядра Linux до 2.6.x могут или пропускать поддержку их в целом или требовать патча.
7. ↑  Поддерживаются только контрольные суммы метаданных и журнала, но не самих данных.
8. 1 2 3 4 5 6  Местное время, смещение по часовым поясам/UTC, и дата получено из параметров настройки времени ссылок/single timesync source in the NDS tree.
9. 1 2  Novell называет эту особенность «множественные потоки данных». В опубликованных спецификациях говорится, что NWFS разрешает до 16 атрибутов и 10 потоков данных, и NSS разрешает неограниченные количества для обоих.
10. ↑  Некоторые метаданные файлов и каталогов сохранены на сервере Netware независимо от того, установлены ли Сервисы директорий или нет, подобно дате/времени создания, размеру файла, состояния чистки, и так далее; и некоторые метаданные файлов и каталогов сохранённые в NDS/eDirectory, подобно разрешению доступа, монопольному использованию, и т. д.
11. ↑  Атрибуты сервисов управлениев записями (RMS) включают тип и размер записи среди многих других.
12. ↑  Атрибуты доступа файлов в 9P являются вариантом традиционных атрибутов доступа Unix с незначительными отличиями, например suid bit заменён новым атрибутом — эксклюзивный доступ (англ. exclusive access).
13. ↑  «Расширенные атрибуты» Solaris’а на самом деле развитая версия альтернативных потоков данных, как в Solaris UFS, так и в ZFS.

## Особенности
|                | Жёсткие ссылки | Символьные ссылки | Журналирование блоков или транзакций | Журналирование только мета-данных | Чувствительно к регистру | Сохранение регистра символов | Лог изменений файлов | Снимки     | XIP        |
| -------------- | -------------- | ----------------- | ------------------------------------ | --------------------------------- | ------------------------ | ---------------------------- | -------------------- | ---------- | ---------- |
| RT-11          | Нет            | Нет               | Нет                                  | Нет                               | Нет                      | Нет                          | Нет                  | Нет        | Нет        |
| V6FS           | Да             | Нет               | Нет                                  | Нет                               | Да                       | Да                           | Нет                  | Нет        | Нет        |
| V7FS           | Да             | Нет               | Нет                                  | Нет                               | Да                       | Да                           | Нет                  | Нет        | Нет        |
| FAT12          | Нет            | Нет               | Нет                                  | Нет                               | Нет                      | Нет                          | Нет                  | Нет        | Нет        |
| FAT16          | Нет            | Нет               | Нет                                  | Нет                               | Нет                      | Частично                     | Нет                  | Нет        | Нет        |
| FAT32          | Нет            | Нет               | Нет                                  | Нет                               | Нет                      | Частично                     | Нет                  | Нет        | Нет        |
| HPFS           | Нет            | Нет               | Нет                                  | Нет                               | Нет                      | Да                           | Нет                  | Неизвестно | Нет        |
| NTFS           | Да             | Да                | Да                                   | Да                                | Да                       | Да                           | Да                   | Да         | Неизвестно |
| HFS+           | Частично       | Да                | Нет                                  | Да                                | Да                       | Да                           | Нет                  | Неизвестно | Нет        |
| FFS            | Да             | Да                | Нет                                  | Нет                               | Да                       | Да                           | Нет                  | Нет        | Нет        |
| UFS1           | Да             | Да                | Нет                                  | Нет                               | Да                       | Да                           | Нет                  | Нет        | Нет        |
| UFS2           | Да             | Да                | Нет                                  | Нет                               | Да                       | Да                           | Нет                  | Да         | Неизвестно |
| LFS            | Да             | Да                | Да                                   | Нет                               | Да                       | Да                           | Нет                  | Да         | Нет        |
| ext2           | Да             | Да                | Нет                                  | Нет                               | Да                       | Да                           | Нет                  | Нет        | Неизвестно |
| ext3           | Да             | Да                | Да                                   | Да                                | Да                       | Да                           | Нет                  | Нет        | Неизвестно |
| ext4           | Да             | Да                | Да                                   | Да                                | Да                       | Да                           | Нет                  | Нет        | Неизвестно |
| ReiserFS       | Да             | Да                | Да                                   | Да                                | Да                       | Да                           | Нет                  | Нет        | Неизвестно |
| Reiser4        | Да             | Да                | Да                                   | Нет                               | Да                       | Да                           | Нет                  | Неизвестно | Неизвестно |
| XFS            | Да             | Да                | Нет                                  | Да                                | Да                       | Да                           | Да                   | Да         | Неизвестно |
| JFS            | Да             | Да                | Нет                                  | Да                                | Да                       | Да                           | Нет                  | Неизвестно | Неизвестно |
| Be File System | Да             | Да                | Нет                                  | Да                                | Да                       | Да                           | Неизвестно           | Неизвестно | Нет        |
| NSS            | Да             | Да                | Неизвестно                           | Да                                | Да                       | Да                           | Да                   | Да         | Нет        |
| NWFS           | Да             | Да                | Нет                                  | Нет                               | Да                       | Да                           | Да                   | Неизвестно | Нет        |
| ODS-2          | Да             | Да                | Нет                                  | Да                                | Нет                      | Нет                          | Да                   | Да         | Нет        |
| ODS-5          | Да             | Да                | Нет                                  | Да                                | Нет                      | Да                           | Да                   | Да         | Неизвестно |
| UDF            | Да             | Да                | Да                                   | Да                                | Да                       | Да                           | Нет                  | Нет        | Да         |
| VxFS           | Да             | Да                | Да                                   | Нет                               | Да                       | Да                           | Да                   | Нет        | Неизвестно |
| Fossil         | Нет            | Нет               | Нет                                  | Нет                               | Да                       | Да                           | Да                   | Да         | Нет        |
| ZFS            | Да             | Да                | Да                                   | Нет                               | Да                       | Да                           | Нет                  | Да         | Неизвестно |
| exFAT          | Нет            | Нет               | Неизвестно                           | Неизвестно                        | Неизвестно               | Неизвестно                   | Неизвестно           | Неизвестно | Неизвестно |
| BtrFS          | Да             | Да                | Да                                   | Да                                | Да                       | Да                           | Неизвестно           | Частично   | Неизвестно |
| APFS           | Да             | Да                | Неизвестно                           | Неизвестно                        | Неизвестно               | Неизвестно                   | Неизвестно           | Да         | Неизвестно |
|                | Жёсткие ссылки | Символьные ссылки | Журналирование блоков или транзакций | Журналирование только мета-данных | Чувствительно к регистру | Сохранение регистра символов | Лог изменений файлов | Снимки     | XIP        |

Примечания
1. ↑  System V Release 4, и некоторые другие Unix-системы, модифицировали свои версии файловой системы Version 7 Unix для поддержки символических ссылок, хотя оригинальная версия такой возможностью не обладала.
2. ↑  NTFS 3.0 (Windows NT 5.0) и выше может создавать связывания, которые позволяют монтировать отдельные каталоги (но не файлы!) в любое место дерева каталогов локально управляемого диска. Связывания реализованы через так называемые reparse points, которые позволяют расширить обычный процесс разрешения файловых имён гибким способом. В более поздней версии добавлены и собственно символьные ссылки, но их использование затруднено: для ссылки нужно указывать является ли цель каталогом или обычным файлом (при несовпадении указанного типа в ссылке и типа цели ссылка не сработает), привилегия создания ссылок по умолчанию не предоставлена обычным пользователям начиная с Windows Vista (то есть без вмешательства администратора обычные пользователи не могут создавать ссылки), ссылки на UNC-пути срабатывают не всегда, ссылки видны в Windows XP, могут быть созданы в ней (с помощью FAR Manager, например), но не работают.
3. ↑  Журналирование собственно данных, в отличие от метаданных (что было всегда), появилось в Windows Vista и называется TxF. Эта возможность, помимо повышения устойчивости к сбоям, поддерживает откаты транзакций на файлах, а также объединение операций с файлами, реестрами и базами данных в одну ACID транзакцию.
4. ↑  http://support.microsoft.com/kb/100625 Архивная копия от 22 августа 2009 на Wayback Machine — В рамках POSIX-приложений да, в рамках Win32-приложений нет.
5. ↑  Снимокы поддерживаются не самой NTFS, которая сама по себе не имеет ровно никаких средств их поддержки в своих метаданных, а нижележащим драйвером VolSnap.sys, и потому не зависят от типа FS и поддерживаются для FAT. Тем не менее, системные данные мгновенного снимка могут храниться только на NTFS-томе, потому при снимке FAT-тома его системные данные хранятся на другом томе.
6. ↑  Журналирование только метаданных было представлено в драйвере HFS+ Mac OS 10.2.2; журналирование по умолчанию было включено в Mac OS 10.3 и более поздних.
7. ↑  Отключено по умолчанию.
8. 1 2 3  UDF и LFS (log-structured file system) являются файловыми системами с журнальным структурированием и ведут себя как будто вся файловая система является журналом. Неверно: UDF может использоваться в таком режиме, но это не обязательно
9. 1 2  По умолчанию отключено.
10. ↑  Полное журналирование блоков в ReiserFS было добавлено в Linux 2.6.8.
11. ↑  В ОС IRIX возможно необязательное игнорирование регистра букв имён файлов в XFS.
12. ↑  Некоторые драйверы устанавливаемых файловых систем и операционные системы могут не поддерживать регистрозависимость JFS. В частности, OS/2 вообще не поддерживает, а в Linux существует опция монтирования, отключающая регистрозависимость.
13. 1 2 3 4  Чувствительность к регистру/Сохранение зависит от клиента. Windows, DOS, и клиенты OS/2 не замечают/сохраняют различия между разным регистром, тогда как клиенты, обращающиеся через NFS или AFP могут.
14. 1 2  Логи и время изменения файла и другие метаданные файловой системы — часть обширного набора программ поддержки аудитинга встроенного в NDS/eDirectory — NSure Audit. (Filesystem Events tracked by NSure Архивная копия от 1 апреля 2016 на Wayback Machine)
15. 1 2  Доступно только в пространстве имён «NFS».
16. 1 2  Это передаётся как «алиасы».
17. 1 2  ZFS — транзакционная файловая система, использующая семантику copy-on-write, гарантирующую всегда корректное состояние данных на диске без использования традиционного журнала. Однако она также использует специальный журнал для увеличения производительности при запросах на синхронную запись.

### Возможности изменения размера
| ФС          | ОС      | Увеличение в смонтированном состоянии | Увеличение в отмонтированном состоянии | Уменьшение в смонтированном состоянии | Уменьшение в отмонтированном состоянии |
| ----------- | ------- | ------------------------------------- | -------------------------------------- | ------------------------------------- | -------------------------------------- |
| Btrfs       | Linux   | Да                                    | Нет                                    | Да                                    | Нет                                    |
| ext2        | Linux   | Нет                                   | Да                                     | Нет                                   | Да                                     |
| ext3        | Linux   | Да                                    | Да                                     | Нет                                   | Да                                     |
| ext4        | Linux   | Да                                    | Да                                     | Нет                                   | Да                                     |
| FAT12/16/32 | разные  | Нет                                   | Нет                                    | Нет                                   | Нет                                    |
| F2FS        | Linux   | Нет                                   | Да                                     | Нет                                   | Нет                                    |
| HFS+        | Linux   | Нет                                   | Нет                                    | Нет                                   | Нет                                    |
| HFS+        | macOS   | Да                                    | Нет                                    | Да                                    | Нет                                    |
| JFS         | Linux   | Нет                                   | Да                                     | Нет                                   | Нет                                    |
| NILFS       | Linux   | Да                                    | Нет                                    | Да                                    | Нет                                    |
| NTFS        | Linux   | Нет                                   | Да                                     | Нет                                   | Да                                     |
| NTFS        | Windows | Да                                    | Да                                     | Да                                    | Да                                     |
| APFS        | macOS   | Неизвестно                            | Неизвестно                             | Неизвестно                            | Неизвестно                             |
| ZFS         | разные  | Да                                    | Да                                     | Нет                                   | Нет                                    |
| Reiser4     | Linux   | Да                                    | Да                                     | Нет                                   | Да                                     |
| ReiserFS    | Linux   | Да                                    | Да                                     | Нет                                   | Да                                     |
| XFS         | Linux   | Да                                    | Нет                                    | Нет                                   | Нет                                    |
| ФС          | ОС      | Увеличение в смонтированном состоянии | Увеличение в отмонтированном состоянии | Уменьшение в смонтированном состоянии | Уменьшение в отмонтированном состоянии |

Примечания
1. ↑  В терминологии BtrFS снимки создаются как под-тома. Если при этом под-том находится в режиме только для чтения, то такой под-том функционально подобен классическому снимку.
2. ↑  UseCases - btrfs Wiki. Дата обращения: 11 октября 2016. Архивировано 5 февраля 2018 года.
3. 1 2 3  Linux 2.6 - man page for resize2fs (linux section 8) - Unix & Linux Commands. Дата обращения: 11 октября 2016. Архивировано 25 марта 2023 года.
4. ↑  kernel/git/jaegeuk/f2fs-tools.git - Userland tools for the f2fs filesystem. Дата обращения: 11 октября 2016. Архивировано 4 августа 2015 года.
5. ↑  Источник. Дата обращения: 11 октября 2016. Архивировано 16 сентября 2015 года.
6. ↑  Архивированная копия. Дата обращения: 11 октября 2016. Архивировано из оригинала 21 декабря 2016 года.
7. ↑  ntfsresize(8) - Linux man page. Дата обращения: 11 октября 2016. Архивировано 6 января 2018 года.
8. ↑  Resize reiserfs - Reiser4 FS Wiki. Дата обращения: 11 октября 2016. Архивировано 23 апреля 2016 года.
9. ↑  Suse Doc: Storage Administration Guide - Resizing File Systems - December 16 2013. Дата обращения: 11 октября 2016. Архивировано 23 апреля 2016 года.
10. ↑  6.5 Growing an XFS File System. Дата обращения: 11 октября 2016. Архивировано 24 августа 2017 года.

## Политики размещения и компоновки
|                | Частичная (Хвостовая) упаковка | Прозрачная компрессия | Дедупликация | Шифрование                        | Блочное перераспределение | Распределение на лету | Экстент    | Переменный размер блоков |
| -------------- | ------------------------------ | --------------------- | ------------ | --------------------------------- | ------------------------- | --------------------- | ---------- | ------------------------ |
| V6FS           | Нет                            | Нет                   | Неизвестно   | Неизвестно                        | Нет                       | Нет                   | Нет        | Нет                      |
| V7FS           | Нет                            | Нет                   | Неизвестно   | Неизвестно                        | Нет                       | Нет                   | Нет        | Нет                      |
| FAT12          | Нет                            | Нет                   | Нет          | Неизвестно                        | Нет                       | Нет                   | Нет        | Нет                      |
| FAT16          | Нет                            | Нет                   | Нет          | Неизвестно                        | Нет                       | Нет                   | Нет        | Нет                      |
| FAT32          | Нет                            | Нет                   | Нет          | Неизвестно                        | Нет                       | Нет                   | Нет        | Нет                      |
| HPFS           | Нет                            | Нет                   | Неизвестно   | Неизвестно                        | Нет                       | Нет                   | Да         | Нет                      |
| NTFS           | Нет                            | Да                    | Частично     | Да (EFS начиная с NTFS 3.0)       | Нет                       | Нет                   | Да         | Нет                      |
| HFS+           | Нет                            | Нет                   | Неизвестно   | Неизвестно                        | Неизвестно                | Нет                   | Да         | Нет                      |
| FFS            | Нет                            | Нет                   | Неизвестно   | Неизвестно                        | 8:1                       | Нет                   | Нет        | Нет                      |
| UFS1           | Нет                            | Нет                   | Неизвестно   | Неизвестно                        | 8:1                       | Нет                   | Нет        | Нет                      |
| UFS2           | Нет                            | Нет                   | Неизвестно   | Неизвестно                        | 8:1                       | Нет                   | Нет        | Да                       |
| LFS            | Нет                            | Нет                   | Неизвестно   | Неизвестно                        | 8:1                       | Нет                   | Нет        | Нет                      |
| ext2           | Нет                            | Нет                   | Нет          | Неизвестно                        | Нет                       | Нет                   | Нет        | Нет                      |
| ext3           | Нет                            | Нет                   | Нет          | Неизвестно                        | Нет                       | Нет                   | Нет        | Нет                      |
| ext4           | Неизвестно                     | Нет                   | Неизвестно   | Да                                | Неизвестно                | Неизвестно            | Да         | Нет                      |
| ReiserFS       | Да                             | Нет                   | Неизвестно   | Неизвестно                        | Нет                       | Нет                   | Нет        | Нет                      |
| Reiser4        | Да                             | Да                    | Неизвестно   | Да (прозрачное, плагин)           | Нет                       | Да                    | Да         | Нет                      |
| XFS            | Нет                            | Нет                   | Неизвестно   | Неизвестно                        | Нет                       | Да                    | Да         | Нет                      |
| JFS            | Нет                            | Неизвестно            | Неизвестно   | Неизвестно                        | Да                        | Нет                   | Да         | Нет                      |
| Be File System | Нет                            | Нет                   | Неизвестно   | Неизвестно                        | Неизвестно                | Нет                   | Нет        | Неизвестно               |
| NSS            | Нет                            | Да                    | Неизвестно   | Да (зашифрованные тома)           | Нет                       | Нет                   | Да         | Нет                      |
| NWFS           | Нет                            | Да                    | Неизвестно   | Неизвестно                        | Да                        | Нет                   | Нет        | Нет                      |
| ODS-5          | Нет                            | Нет                   | Неизвестно   | Неизвестно                        | Нет                       | Нет                   | Да         | Нет                      |
| VxFS           | Нет                            | Нет                   | Неизвестно   | Неизвестно                        | Неизвестно                | Нет                   | Да         | Нет                      |
| UDF            | Нет                            | Нет                   | Неизвестно   | Неизвестно                        | Нет                       | Неизвестно            | Да         | Нет                      |
| Fossil         | Нет                            | Да                    | Неизвестно   | Неизвестно                        | Нет                       | Нет                   | Нет        | Нет                      |
| ZFS            | Нет                            | Да                    | Да           | Да (c версии ZFS Pool Version 30) | Неизвестно                | Неизвестно            | Нет        | Да                       |
| exFAT          | Неизвестно                     | Неизвестно            | Нет          | Неизвестно                        | Неизвестно                | Неизвестно            | Неизвестно | Неизвестно               |
| APFS           | Неизвестно                     | Неизвестно            | Неизвестно   | Да                                | Неизвестно                | Неизвестно            | Неизвестно | Неизвестно               |
| BtrFS          | Да                             | Да                    | Частично     | Нет                               | Неизвестно                | Да                    | Неизвестно | Неизвестно               |
|                | Частичная (Хвостовая) упаковка | Прозрачная компрессия | Дедупликация | Шифрование                        | Перераспределение блоков  | Распределение на лету | Экстент    | Переменный размер блоков |

Примечания
1. 1 2  Переменный размер блока относится к системам, поддерживающим переменную длину блока пофайлово. (Аналогично extent, но это несколько иная реализация.) В настоящий момент UFS2 поддерживает такой вариант в режиме только для чтения.
2. 1 2 3  DoubleSpace в DOS 6, и DriveSpace в Windows 95 и Windows 98 предоставлял схемы сжатия данных для FAT; в данное время не поддерживается Microsoft.
3. 1 2 3 4  Так же поддерживаются и другие варианты соотношений блок: фрагмент; Большинство реализаций рекомендуют соотношение 8:1.
4. ↑  e2compr, набор патчей реализующих поблочное сжатие для ext2, доступен с 1997, но его никогда не включали в основное ядро Linux.
5. 1 2  В ext2 и ext3 предполагалась поддержка фрагментов, однако она так и не была реализована.
6. 1 2  Reiser4 включает сжатие данных, но это не представлено в VFS API. Reiser4 поддерживает прозрачное сжатие и шифрование с плагином cryptcompress который идёт в комплекте с версией 4.1.
7. ↑  В «расширенном» режиме.
8. ↑  Подвыделение блоков делит устройство хранения на блоки от 4 KiB до 64 KiB (обычно 8 KiB), и если блок не используется целиком, остаток снова делится на 512-байтные подблоки для других файлов, обычно небольшого размера.
9. ↑  Присутствует в зависимости от реализации UDF.
10. ↑  Поддерживается для ФС и пофайлово,но требует настройки перед созданием файлов.
11. ↑  По запросу. Планируется добавить прозрачную.

### Русскоязычные сайты
- Файловые системы @ dmoz.org Архивная копия от 11 октября 2018 на Wayback Machine
- В чем разница между файловыми системами FAT32, NTFS и exFAT
- Александр Толстой. Сравнение: Файловые системы // Linux Format. — 2015. — Декабрь (№ 12 (203)). — С. 22—27.

### Зарубежные сайты
- Disc and volume size limits  (англ.)
- Attribute — $EA_INFORMATION (0xD0)  (англ.)
- Attribute — $EA (0xE0)  (англ.)
- Attribute — $STANDARD_INFORMATION (0x10)  (англ.)
- Local Filesystems for Windows  (англ.)
- Understanding File-Size Limits on NTFS and FAT  (англ.)
- Benchmarking Filesystems Part II using kernel 2.6, by Justin Piszcz, Linux Gazette 122, January 2006  (англ.)
- Linux File System Benchmarks v2.6 kernel with a stress on CPU usage  (англ.)
- Interview With the People Behind JFS, ReiserFS & XFS  (англ.)
- Overview of some filesystems (outdated)  (англ.)
- Linux large file support (outdated)  (англ.)
- Sparse files support (outdated)  (англ.)
- Benchmarking Filesystems (outdated) by Justin Piszcz, Linux Gazette 102, May 2004  (англ.)
- Journaled Filesystem Benchmarks (outdated): A comparison of ReiserFS, XFS, JFS, ext3 & ext2  (англ.)
- Journal File System Performance (outdated): ReiserFS, JFS, and Ext3FS show their merits on a fast RAID appliance  (англ.)
- IOzone Filesystem Benchmark  (англ.) — Средство тестирования производительности ФС.